# مند (غناباد)
مند (بالفارسية: مند) هي قرية تقع في منطقة مركزية ريفية في إيران. يقدر عدد سكانها بـ 1,632 نسمة .